# Rüber

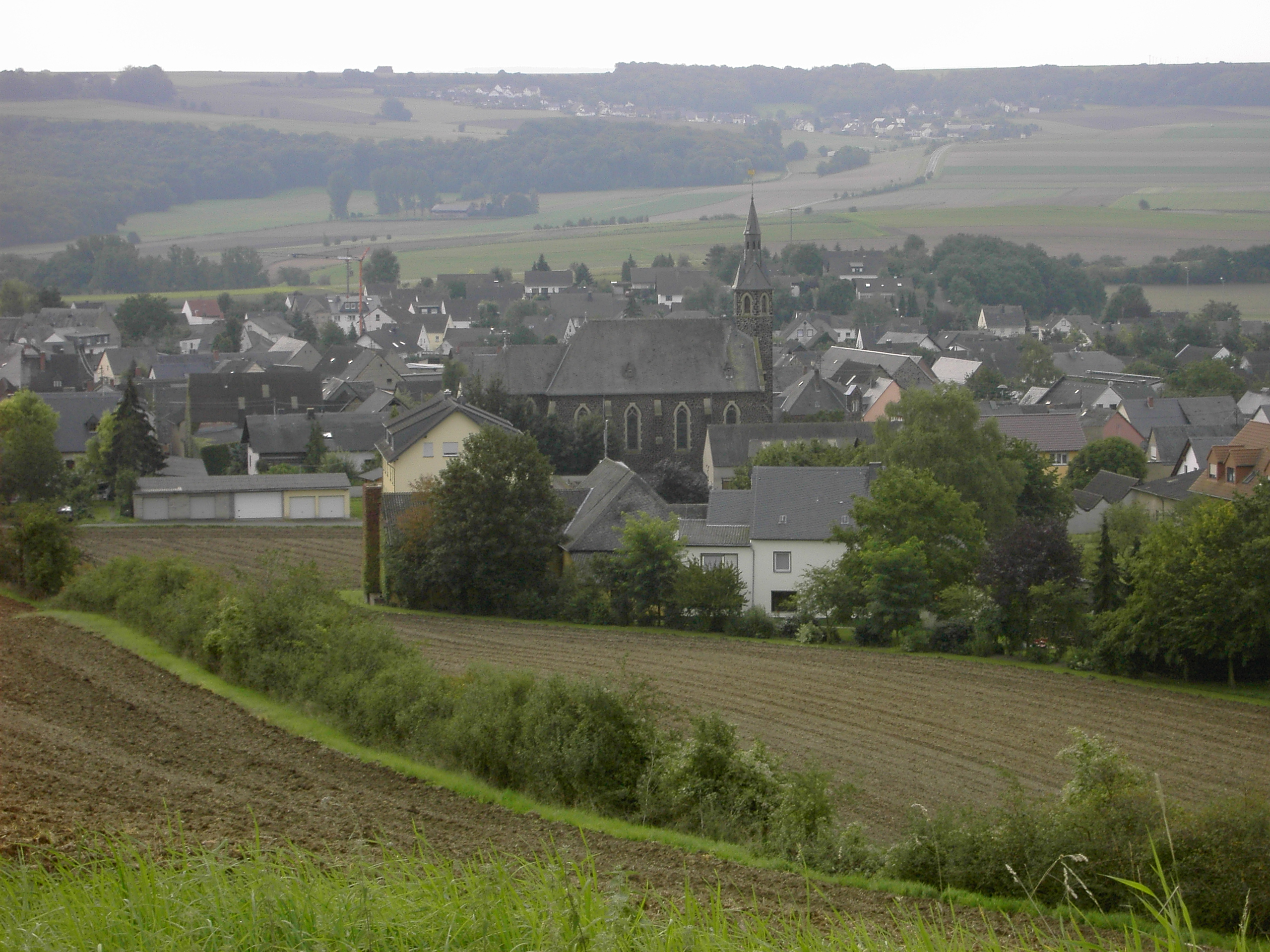
Ortsansicht

Rüber ist eine Ortsgemeinde im Landkreis Mayen-Koblenz in Rheinland-Pfalz. Sie gehört der Verbandsgemeinde Maifeld an, die ihren Verwaltungssitz in der Stadt Polch hat.

## Geographie
Rüber liegt circa fünf Kilometer östlich von Polch auf einem von Nordwesten nach Südosten sowie nach Südwesten zum Polcher Bach abfallenden Bergrücken. Die Ortschaft umfasst Höhenlagen zwischen 180 m ü. NHN und 150 m ü. NHN. Naturräumlich ist das Gemeindegebiet zweigeteilt: Die nördliche Hälfte lässt sich der Niedermaifelder Höhe zuordnen, die südliche Hälfte mit dem Hauptort der Niedermaifelder Senke. An der südlichen Gemeindegrenze befindet sich ein kleinerer Teil des Naturschutzgebiets Feuchtgebiete im Nothbachtal. Zu Rüber gehört der Wohnplätze Schäfersmühle und Fraid.
Rüber grenzt (im Uhrzeigersinn) an die Ortsgemeinden Kerben, Lonnig, Kobern-Gondorf, Kalt, an die Stadt Münstermaifeld, an die Ortsgemeinde Gappenach sowie an die Stadt Polch.

## Geschichte
Rüber wird erstmals 964 als Ruveris erwähnt. Im Jahr 1563 umfasste die Ortschaft unter dem Namen Rüweren 26, 1683 27 Feuerstellen. Landesherrlich gehörte sie bis Ende des 18. Jahrhunderts zum Kurfürstentum Trier und unterstand der Verwaltung des Amtes Münster-Maienfeld. Rüber war Sitz eines Heimburgers im Hochgericht Münster-Maienfeld.
Die Inbesitznahme des Linken Rheinufers durch französische Revolutionstruppen beendete die alte Ordnung. Der Ort wurde von 1798 bis 1814 Teil der Französischen Republik (bis 1804) und anschließend des Französischen Kaiserreichs. Rüber wurde der Mairie Mertloch des Kantons Polch im Arrondissement Koblenz  des Rhein-Mosel-Departements zugeordnet. Nach der Niederlage Napoleons fiel Rüber aufgrund der 1815 auf dem Wiener Kongress getroffenen Vereinbarungen zum Königreich Preußen und gehörte nun zum Kreis Mayen des Regierungsbezirks Koblenz, der 1822 Teil der neu gebildeten preußischen Rheinprovinz wurde. Das erste Schulhaus von Rüber wurde 1838 erbaut. Einem Großbrand am 16. September 1849 fielen 22 Gebäude des Ortes zum Opfer.
Als Folge des Ersten Weltkriegs war die gesamte Region dem französischen Abschnitt der Alliierten Rheinlandbesetzung zugeordnet. Nach dem Zweiten Weltkrieg wurde Rüber innerhalb der französischen Besatzungszone Teil des damals neu gebildeten Landes Rheinland-Pfalz. Am 7. November 1970 wurden große Teile des Landkreises Mayen, darunter auch Rüber, sowie des Landkreises Koblenz zum heutigen Kreis zusammengelegt.
Bevölkerungsentwicklung
Die Entwicklung der Einwohnerzahl von Rüber, die Werte von 1871 bis 1987 beruhen auf Volkszählungen:
| Jahr | Einwohner |
| ---- | --------- |
| 1815 | 216       |
| 1835 | 342       |
| 1871 | 437       |
| 1905 | 501       |
| 1939 | 548       |
| 1950 | 585       |
| 1961 | 586       |

| Jahr | Einwohner |
| ---- | --------- |
| 1970 | 603       |
| 1987 | 667       |
| 1997 | 822       |
| 2005 | 862       |
| 2011 | 881       |
| 2017 | 893       |
| 2022 | 894       |

## Politik

### Gemeinderat
Der Gemeinderat in Rüber besteht aus zwölf Ratsmitgliedern, die bei der Kommunalwahl am 9. Juni 2024 in einer Mehrheitswahl gewählt wurden, und dem ehrenamtlichen Ortsbürgermeister als Vorsitzendem.

### Ortsbürgermeister
Oliver Stenz wurde am 14. Januar 2025 Ortsbürgermeister von Rüber. Da bei der Direktwahl am 9. Juni 2024 kein gültiger Wahlvorschlag eingereicht wurde, oblag die Neuwahl des Bürgermeisters gemäß rheinland-pfälzischer Gemeindeordnung dem Rat, der zunächst auch keinen Bewerber finden konnte. Daher wurde Maximilian Mumm, der Bürgermeister der Verbandsgemeinde, ab 1. November 2024 als Beauftragter eingesetzt, um bis zur Wahl eines neuen Ortsbürgermeisters die notwendigen Amtsgeschäfte auszuführen.
Bisherige Ortsbürgermeister:
- 2022 bis 2024: Markus Bach[12][10]
- 2014 bis 2021: Karin Butter[13][14]
- 1989 bis 2014: Leo Klöckner
- 1969 bis 1989: Adolf Gilles
- 1945 / 1948 bis 1969: Wilhelm Heidger

### Wappen
| Wappen von Rüber | Blasonierung: „Gespalten durch eine eingeschweifte, gekürzte grüne Spitze, darin ein silbernes „R“; vorne in Silber ein rotes Balkenkreuz, hinten in Blau eine goldene Ähre.“                      |
| Wappen von Rüber | Wappenbegründung: Das Kurtrierer Kreuz erinnert an die lange Zugehörigkeit zum Kurfürstentum Trier, die Ähre an die Bedeutung der Landwirtschaft, der Buchstabe „R“ steht für den Ortsnamen Rüber. |

## Kultur und Sehenswürdigkeiten

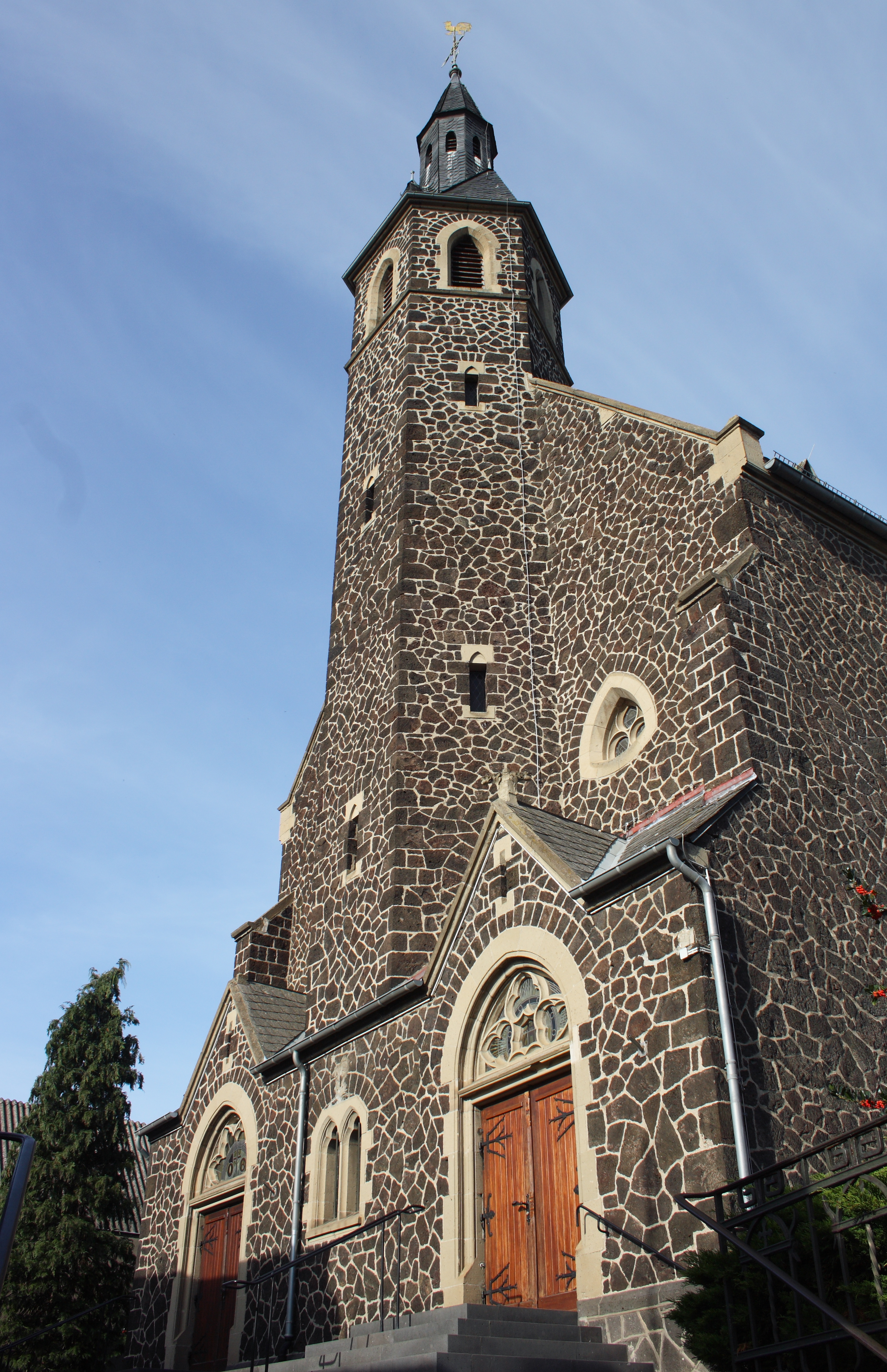
Filialkirche St. Margaretha

### Kirche
Die katholische Filialkirche St. Margaretha (Pfarrei Lonnig; erbaut 1909/10 von Wilhelm Hector aus Saarbrücken) ist ein neugotischer Saalbau aus rotbraunem Krotzenmauerwerk (Schaumlava).

### Backes
Das 1979 renovierte alte Backhaus („Backes“) von 1826 steht unter Denkmalschutz. Hier wurde bis 1955 abgestimmt nach Ober- und Unterdorf Brot gebacken.
Seit 1991 wird das Backhaus zu besonderen Anlässen ein- bis zweimal im Jahr wieder genutzt.

## Wirtschaft und Infrastruktur

### Öffentliche Einrichtungen
Die Gemeinde ist Träger der Kindertagesstätte „Sonnenblume“, bietet im „Haus der Gemeinde“ Räumlichkeiten für Veranstaltungen an und verfügt über eine Grillhütte, die angemietet werden kann.

### Verkehr
Rüber liegt an der Landesstraße 112. In nördlicher Richtung führt sie über Lonnig zur L 52 und zur Anschlussstelle Ochtendung der A 48. Im Ort zweigt die Kreisstraße 46 von der L 112 ab.
Die Buslinie 341 Polch – Lonnig der Verkehrsbetriebe Mittelrhein (VMR) bedient die Haltestelle „Rüber Dorfplatz“.